# Reichenbach (Alta Lusàcia)
Reichenbach (alt sòrab: Rychbach) és un municipi alemany que pertany a l'estat de Saxònia. Està situada vora Görlitz.

## Districtes
- Zoblitz:
- Meuselwitz:
- Dittmannsdorf
- Mengelsdorf